# Oxybelus argentatus
Oxybelus argentatus ist ein Hautflügler aus der Familie der Crabronidae. Die Art trägt auch die deutsche Bezeichnung Große Fliegenspießwespe.

## Merkmale
Die Grabwespe erreicht eine Körperlänge von 5 bis 9 Millimetern. Ihr Körper ist überwiegend schwarz. Das Hinterschildchen sowie die seitlichen Fortsätze sind gelb. An den Hinterleibssegmenten befindet sich jeweils ein Paar blass gelber oder weißer Flecke. Der Hinterleib der Weibchen ist mit silbernen Härchen bedeckt. Die vorderen Femora sind schwarz. Die restlichen Femora sind meist gelb rötlich gefärbt. Tibia und Tarsen besitzen eine gelb-rötliche Musterung.

## Verbreitung
Die Art kommt in weiten Teilen Europas vor. Ihr Vorkommen reicht von Schweden und Finnland im Norden über Mitteleuropa bis nach Spanien und Italien im Süden. Auf den Britischen Inseln ist die Art ebenfalls vertreten.

## Lebensweise
Den typischen Lebensraum von Oxybelus argentatus bilden offene Sandbiotope wie Küstendünen oder Binnendünen. Die Grabwespen fliegen von Ende Juni bis Ende August. Sie legen ihre Nester auf lockersandigen Flächen an. Die Nisthöhlen bestehen aus mehreren Kammern. Als Nahrung der geschlüpften Larven dienen erbeutete Luchsfliegen (Therevidae) wie Acrosathe annulata und Thereva fulva. Diese werden aufgespießt von den weiblichen Grabwespen zur Nisthöhle transportiert.